# HD82573
HD82573 — хімічно пекулярна зоря спектрального класу A2, що має видиму зоряну величину в смузі V приблизно  5,7.
Вона  розташована на відстані близько 351,5 світлових років від Сонця.

## Фізичні характеристики
Зоря HD82573 обертається 
досить швидко 
навколо своєї осі. Проєкція її екваторіальної швидкості на промінь зору становить  Vsin(i)= 75км/сек.